# La Laguna Seca
La Laguna Seca är en ort i Mexiko.   Den ligger i kommunen San Luis de la Paz och delstaten Guanajuato, i den centrala delen av landet, 260 km nordväst om huvudstaden Mexico City. La Laguna Seca ligger 1 994 meter över havet och antalet invånare är 878.
Terrängen runt La Laguna Seca är en högslätt. Runt La Laguna Seca är det ganska tätbefolkat, med 52 invånare per kvadratkilometer. Närmaste större samhälle är San Luis de la Paz, 14,3 km öster om La Laguna Seca. Trakten runt La Laguna Seca består till största delen av jordbruksmark.